# Мікоян Вано Анастасович
Вано (Іван) Анастасович Мікоян (вірм. Վանո Անաստասի Միկոյան; 1 вересня 1927, Москва, РРФСР — 25 листопада 2016, Москва, Російська Федерація) — радянський і російський авіаконструктор.

## Біографія
Син Анастаса Мікояна, племінник авіаконструктора Артема Мікояна.
Під час навчання в елітній 175 школі м. Москви, був учасником таємної організації «Четвертий рейх». 18 грудня 1943 року разом з іншими членами організації висланий з Москви терміном на 1 рік.
У 1944—1945 роках навчався в авіаційно-технічному училищі в Сталінабаді, потім закінчив Військово-повітряну інженерну академію ім. Жуковського.
З 1953 року працював в ОКБ ім. А. І. Мікояна: помічник провідного інженера, провідний інженер з льотних випробувань, провідний конструктор з винищувачів сімейства МіГ-21. У 1965 році призначений провідним конструктором винищувача МіГ-23, з 1968 року — технічний керівник із спільних державних випробувань. З 1973 року — заступник головного конструктора з фронтового винищувача МіГ-29.
В останні роки життя — радник Російської літакобудівної корпорації «МіГ».
Похований на Новодівичому кладовищі поряд з рідними.

## Нагороди та звання
- Державна премія СРСР 1981 року — за МіГ-21
- Державна премія СРСР 1988 року — за МіГ-23
- Нагороджений орденами «Знак Пошани» (1965), Жовтневої Революції (1974), медалями, орденом «За заслуги перед Вітчизною» IV ступеня (1999)[1].